# Cobitis dolichorhynchus
Cobitis dolichorhynchus är en fiskart som beskrevs av Nichols, 1918. Cobitis dolichorhynchus ingår i släktet Cobitis och familjen nissögefiskar. Inga underarter finns listade i Catalogue of Life.